# Cautires andujari
Cautires andujari – gatunek chrząszcza z rodziny karmazynkowatych i podrodziny Lycinae.
Gatunek ten opisany został po raz pierwszy w 2016 roku przez Alice Jiruskovą, Michala Motykę i Ladislava Bocáka z Uniwersytetu Palackiego na łamach European Journal of Taxonomy. Opisu dokonano na podstawie dwóch okazów odłowionych w 2004, 2005 i 2013 roku. Jako miejsce typowe wskazano górę Gunung Brinchang w Tanah Tinggi Cameron. Epitet gatunkowy nadano na cześć Carmela Andújara Fernandéza, specjalisty od ekologii biegaczowatych. 
Chrząszcz o smukłym ciele długości około 10,7 mm. Ubarwiony jest całkowicie czarno. Mała głowa zaopatrzona jest w blaszkowate czułki o krótkiej i wąskiej blaszce trzeciego członu oraz w duże, półkuliste oczy złożone o średnicach wynoszących 0,95 ich rozstawu. Przedplecze ma około 2,25 mm szerokości, tępe kąty przednie, wklęsłe i silnie wyniesione krawędzie boczne oraz wystające kąty tylne. Listewki dzielą jego powierzchnię na siedem komórek (areoli), z których środkowa jest kompletna i przylega do tylnego brzegu przedplecza. Lekko rozszerzone z tyłu pokrywy mają powierzchnię podzieloną dobrze rozwiniętymi żeberkami podłużnymi pierwszo- i drugorzędowymi oraz gęsto rozmieszczonymi żeberkami poprzecznymi na komórki (areole). Genitalia samca cechują się przysadzistym prąciem o wyraźnie węższej części nasadowej i tępym szczycie.
Owad orientalny, endemiczny dla Malezji, znany tylko z dystryktu Tanah Tinggi Cameron w stanie Pahang. Spotykany był na wysokościach 1500 do 1800 m n.p.m., w tym na górach Gunung Brinchang oraz Gunung Jasar w Tanah Rata. 